# Benjamin Hedges
Benjamin van Doren Hedges jr. (8. juni 1907 i Plainfield, New Jersey – 31. december 1969 i New York) var en amerikansk atlet som deltog i de olympiske lege 1928 i Amsterdam.
Hedges vandt en sølvmedalje under OL 1928 i Amsterdam. Han kom på en andenplads i højdespring med et spring på 1,91 efter sin landsmand Robert King som vandt med et spring på 1,94. 

## Personlig rekord
- Højdespring: 1,98 (1932)